# Japeuthria
Japeuthria is een geslacht van weekdieren uit de klasse van de Gastropoda (slakken).

## Soorten
- Japeuthria cingulata (Reeve, 1846)
- Japeuthria ferrea (Reeve, 1847)